# Jacques Fayolle
Jacques Fayolle, né le 16 novembre 1970, est un professeur d'université en informatique, directeur de l'École nationale supérieure des mines de Saint-Étienne et président de la CDEFI de mars 2019 à juin 2023.

## Biographie
Il obtient un doctorat en algorithmique du traitement des images en 1996, à l'Université Jean-Monnet-Saint-Étienne.
Il est ensuite enseignant-chercheur à l'Université Jean Monnet de Saint-Étienne. Il crée une équipe de recherche intitulée Satin (Systèmes adaptatif pour les télécoms et interfaces numériques) qu'il dirige de 2003 à 2011. 
En 2007, il obtient une HDR. 
De 2003 à 2008, il est directeur adjoint de l’Istase (Institut supérieur des techniques avancées de Saint-Étienne), alors dirigé par Gérard Noyel. En 2008, lorsque l'Istase est transformé en Télécom Saint-Étienne, école d'ingénieur autonome, Jacques Fayolle devient directeur adjoint de cette école dont le directeur est alors Laurent Carraro.
De mai 2012 à avril 2022, il est directeur de Télécom Saint-Étienne. À partir de 2019, il préside la Fondation Learning Lab Network.
Il est élu vice-président de la Conférence des directeurs des écoles françaises d'ingénieurs en avril 2016. Il en devient le président, d'abord à titre intérimaire en mars 2019, puis pour un mandat de 2 ans en juin 2019 et est réélu en juin 2021.
Il est nommé directeur de l'École nationale supérieure des mines de Saint-Étienne à compter du 1er mai 2022.

## Opinions exprimées sur les écoles d'ingénieurs
« A la présidence de la Cdefi, il défend le modèle d’écoles d’ingénieurs à la française qui sont des start up de l’enseignement supérieur, très innovantes et performantes ». Il est préoccupé par les conséquences des modifications du baccalauréat sur le recrutement des ingénieurs ; il souhaite accroître l'ouverture internationale des écoles, ainsi que l'accès des femmes sans toutefois créer des quotas.
Il exprime clairement la nécessité que les écoles d'ingénieurs retrouvent des moyens pour orienter leur recherche.

## Vie privée
Il est marié et père de 2 enfants.